# Leo Sachs

Leo Sachs (1955)

Leo Sachs (hebräisch ליאו זקס; * 14. Oktober 1924 in Leipzig; † 12. Dezember 2013) war ein deutschstämmiger israelischer Molekularbiologe, Immunologe und Krebsforscher.

## Leben
Sachs ging als Jude mit seiner Familie 1933 nach der Machtergreifung der Nationalsozialisten in Deutschland nach England. 1952 wanderte er nach Israel aus, zunächst mit dem Ziel in der Landwirtschaft in einem Kibbuz zu arbeiten. Er war Professor am Weizmann-Institut, wo er seit 1952 war und die Abteilung Genetik gründete. Er war dort Otto Meyerhof Professor für molekulare Biologie.
In den 1950er Jahren zeigte er, wie mit genetischen Untersuchungen von Zellen aus dem menschlichen Fruchtwasser Hinweise auf Krankheitsdispositionen und zum Beispiel das Geschlecht der Embryos gewonnen werden konnten, was später die Grundlage pränataler Diagnose wurde.
Sachs erforschte dann insbesondere die Entwicklung und Differenzierung von Blutzellen in normaler Entwicklung und bei Krebszellen, wofür er erstmals Verfahren zum Studium in vitro entwickelte. Er entdeckte die Rolle verschiedener Colony Stimulating Factors (CSF) und einiger Interleukine in der Entwicklung und Differenzierung von weißen Blutkörperchen (Monozyten, Neutrophile). Er untersuchte auch die Entwicklung zu Leukämie-Zellen in vitro und entdeckte, dass die Krebsentwicklung durch einige der Botenstoffe auch rückgängig gemacht werden kann, woraus eine neue Therapieform, die Differenzierungstherapie, entstand.
1959 zeigte er mit Ernest Winocour unabhängig von Renato Dulbecco und Marguerite Vogt die Transformation von gutartigen Zellen in Krebszellen bei Injektion des Polyomavirus der Maus. Er untersuchte auch den Einfluss von Chemikalien und Röntgenstrahlen auf die Entstehung von Krebs in vitro.
1972 erhielt er den Israel-Preis, 1977 den Rothschild-Preis, 1980 den Wolf-Preis für Medizin und 1983 den Bristol-Myers Award für seine Leistungen in der Krebsforschung.  1986 wurde ihm der Wellcome Foundation Prize der Royal Society sowie 1989 der Alfred P. Sloan, Jr. Prize der General Motors Cancer Research Foundation zuerkannt. 1996 wurde er mit dem Warren Alpert Foundation Prize der Harvard Medical School und 2002 mit dem EMET-Preis ausgezeichnet. 
Er war Ehrendoktor der Universitäten Bordeaux und Lund.
1975 wurde er in die Israelische Akademie der Wissenschaften aufgenommen. Er war auswärtiges Mitglied der National Academy of Sciences (1995), Fellow der Royal Society (1997) und Mitglied der Academia Europaea (1998).
Sachs starb 89-jährig am 12. Dezember 2013.